# 無畏之心
參數所指定的目標頁面不存在，建議更正成存在頁面或直接建立下列一個頁面（建立前請先搜尋是否有合適的存在頁面可以取代）：
- 無畏之心 (電影)

《無畏之心》（英語：A Mighty Heart）是一本關於美國戰地記者丹尼·珀尔的回憶錄，由其遺孀玛丽安·珀尔所寫。這本書後來被改編成电影，由丹·富特曼飾演丹尼·珀尔，安潔莉娜·裘莉飾演珀尔的妻子瑪莉安，後者更憑此片獲得第65屆金球獎最佳女主角提名，電影亦曾在第60屆康城影展參展。
本書於世界各地均有翻譯本，中文版由錢秀蓮翻譯。